# البيانات العلمية المفتوحة
البيانات العلمية المفتوحة
البيانات العلمية المفتوحة أو بيانات البحوث المفتوحة هي نوع من البيانات المفتوحة التي تركز على نشر الملاحظات ونتائج الأنشطة العلمية المتاحة لأي شخص لتحليلها وإعادة استخدامها. يتمثل أحد الأغراض الرئيسية من حملة البيانات المفتوحة في السماح بالتحقق من المطالبات العلمية، من خلال السماح للآخرين بالنظر في ي إمكانية تكرار النتائج، والسماح بدمج البيانات من العديد من البيانات لإعطاء بيانات جديدة والسماح بدمج البيانات المستمدة من مصادر عديدة لإعطاء معرفة جديدة.
ظهر المفهوم الحديث للبيانات العلمية في النصف الثاني من القرن العشرين، مع تطوير البنية التحتية للمعرفة الكبيرة مع تطوير بنية تحتية معرفية كبيرة لحساب المعلومات والمراقبة العلمية، تم تحديد تقاسم البيانات وتوزيعها في وقت مبكر على أنها مصلحة هامة ولكن القيود التقنية للبنية التحتية والافتقار إلى معايير موحدة لنقل البيانات أعاقتهما، تم تصور الشبكة العالمية على الفور كبروتوكول عالمي لتبادل البيانات العلمية، وخاصة القادمة من فيزياء الطاقة العالية.

## معرفات

### البيانات العلمية
تطور مفهوم البيانات العلمية المفتوحة بالتوازي مع مفهوم البيانات العلمية.
لم يتم تعريف البيانات العلمية رسميًا حتى أواخر القرن العشرين. قبل تعميم التحليل الحسابي، كانت البيانات في مصطلحات غير رسمية، وكثيرا ما تستخدم بالتبادل مع مصطلحات غير رسمية غالبا ما تستخدم بالتبادل مع المعرفة أو المعلومات. حبذت الخطابات المؤسسية والمعرفية المفاهيم والتوقعات البديلة بشأن الأنشطة العلمية حتى تاريخ تعليقات العلوم وعلم المعرفة، لا تذكر البيانات إلا بشكل عابر. تناقش الأعمال التأسيسية الأخرى حول صنع المعنى في العلوم الحقائق والتمثيلات والنقوش والمنشورات مع القليل من الاهتمام بالبيانات في حد ذاتها."
ظهر أول تعريف سياسي مؤثر للبيانات العلمية في أواخر عام 1999، عندما وصفت الأكاديميات الوطنية لعلوم البيانات بأنها حقائق أو أحرف أو أرقام أو رموز تصف شيئًا أو حالة أو حالة أو عوامل أخرى.استمرت المصطلحات في التطور؛ في عام 2011، قامت الأكاديميات الوطنية بتحديث التعريف ليشمل مجموعة كبيرة ومتنوعة من الأشياء المعبأة بالبيانات مثل: البيانات الطيفية، والتسلسل الجيني، وبيانات الفحص المجهري الإلكتروني، وبيانات الرصد، مثل عن بعد، والبيانات الجغرافية المكانية، والبيانات الاجتماعية الاقتصادية، والأشكال الأخرى من البيانات التي ينشئها أو يجمعها البشر أو الآلات وكذلك التمثيل الرقمي للأدب.
في حين أن نماذج وأشكال البيانات لا تزال واسعة النطاق وغير مستقرة، اتجهت التعاريف والسياسات الموحدة مؤخرًا إلى قصر البيانات العلمية على البيانات الحسابية أو الرقمية، اقتصر تجربة البيانات المفتوحة لـ هورايزون 2020 طواعية على البحث الرقمي؛ وبيانات البحث الرقمي هي معلومات في شكل رقمي خاصة الحقائق أو الأرقام، وتجمع لتدرس وتستخدم كأساس للاستدلال أو المناقشة أو الحساب؛ وهذا يشمل الإحصاءات، ونتائج التجارب والقياسات والملاحظات الناتجة عن العمل الميداني ونتائج المسح وتسجيلات المقابلات والصور.
بشكل عام، تظل البيانات العلمية للحالة نقطة نقاش مرنة بين أفراد الباحثين والمجتمعات وصانعي السياسات؛ بعبارات أوسع، يجب التعامل مع أي بيانات تهم الباحثين على أنها -بيانات بحثية-، عمدت تقارير السياسة الهامة، مثل التوليف الجماعي لعام 2012 للأكاديميات الوطنية للعلوم حول الاستشهاد بالبيانات، اعتمادًا تعريفًا نسبيًا واسميًا للبيانات؛ لن نخصص سوى القليل من الوقت لمسائل التعريف، على سبيل المثال، -ما هي البيانات-، باستثناء الاعتراف بأن البيانات غالبًا ما تكون موجودة في نظر الناظر،" بالنسبة لكريستين بورغمان، فإن القضية الرئيسية ليست تحديد البيانات العلمية -ما هي البيانات- ولكن تحديد سياق النقطة التي تصبح فيها البيانات نقطة محورية للمناقشة داخل تخصص أو مؤسسة أو بحث وطني -متى تكون البيانات-. في عام 2010، أدى التوسع في مصادر البيانات المتاحة وتعقيد طريقة تحليل البيانات إلى توسيع نطاق التخصصات المتأثرة في المقام الأول بقضايا إدارة البيانات إلى "العلوم الاجتماعية الحاسبية، والعلوم الإنسانية الرقمية، وبيانات وسائل التواصل الاجتماعي، ومشاريع البحوث العلمية للمواطنين، والعلوم السياسية، والعلوم السياسية."

### البيانات العلمية المفتوحة
كان كل من الافتتاح والتقاسم موضوعا رئيسيا للمناقشة فيما يتعلق بإدارة البيانات العلمية، ولكنه كان أيضًا دافعًا لجعله حافزًا لإبراز البيانات كمسألة ذات صلة داخل مؤسسة أو نظام أو إطار للسياسة العامة.
بالنسبة لبول إدواردز، سواء لمشاركة البيانات أم لا، أو إلى أي مدى يجب مشاركتها وإلى من كانت الأسباب الرئيسية للاحتكاك بالبيانات، والتي كشفت عن المخبأ بخلاف ذلك البنى التحتية للعلوم يصف استعارة إدواردز لاحتكاك البيانات ما يحدث في الواجهات بين أسطح البيانات؛ والنقاط التي تنتقل فيها البيانات بين الأشخاص أو الركائز أو المنظمات أو الآلات (...) تأتي كل حركة للبيانات عبر الواجهة بتكلفة معينة في الوقت والطاقة والاهتمام البشري. تمثل كل واجهة بين المجموعات والمؤسسات، وكذلك بين الآلات، يمثل نقطة مقاومة حيث يمكن تشويه البيانات أو إساءة تفسيرها أو فقدانها. في الأنظمة الاجتماعية، يستهلك احتكاك البيانات الطاقة وينتج الاضطرابات والحرارة – أي النزاعات والخلافات وعمليات غير الدقيقة وجامحة." فتح البيانات العلمية هو احتكاك بيانات في حد ذاته وطريقة لإدارة احتكاكات البيانات بشكل جماعي عن طريق إضعاف القضايا المعقدة المتعلقة بملكية البيانات. واعتُرف بالثقافات العلمية أو المعرفية كعوامل رئيسية في اعتماد سياسات البيانات المفتوحة؛ ومن المتوقع أن تكون ممارسات تقاسم البيانات مرتبطة بالمجتمع المحلي وتحددها إلى حد كبير الثقافة المعرفية."
في عام 2010، تم إدخال مفاهيم جديدة من قبل العلماء وصانعي السياسات لتحديد البيانات العلمية المفتوحة بشكل أكثر دقة، منذ تقديمه في عام 2016، أصبح «التوافق وإعادة الاستخدام وسهولة البحث والاطلاع» محورًا رئيسيًا لسياسات البحث المفتوحة. يصف الاختصار نوعًا مثاليًا من البيانات القابلة للعثور، والتي يمكن الوصول إليها، والقابلة للتشغيل البيني، والقابلة لإعادة الاستخدام. صنفت البيانات العلمية المفتوحة على أنها مشاعات أو منفعة عامة، والتي يتم صيانتها وإثرائها وحفظها بشكل أساسي عن طريق العمل الجماعي وليس الفردي، ما يجعل العمل الجماعي مفيدًا في فهم مشاركة البيانات العلمية هو تركيزه على المكاسب الفردية عن طريق تعديل التكاليف والفوائد التي تتراكم مع المساهمات في مورد مشترك."